# غلثى
الغلثى (الاسم العلمي:Caralluma) هي جنس من النباتات تتبع الفصيلة الدفلية من رتبة الكوشاديات.